# Chrístos Kourfalídis
Chrístos Kourfalídis (en grec moderne : Χρήστος Κουρφαλίδης), né le 11 novembre 2002 à Thessalonique en Grèce, est un footballeur grec qui évolue au poste de milieu central à la Feralpisalò.

## Biographie

### En club
Né à Thessalonique, en Grèce, Chrístos Kourfalídis est formé par le Makedonikos Litis. Il rejoint l'Italie et le club de Cagliari Calcio le 15 octobre 2018 afin d'y poursuivre sa formation.
Il commence toutefois sa carrière au Calcio Foggia 1920 où il est prêté pour une saison le 4 septembre 2019.
Kourfalídis fait ensuite son retour au Cagliari Calcio. Il joue son premier match pour l'équipe première du club le 15 décembre 2021 face à l'AS Cittadella, en coupe d'Italie. Il est titularisé et son équipe s'impose par trois buts à un.
Le 2 mars 2022, Kourfalídis prolonge son contrat avec Cagliari jusqu'en juin 2026.

### En sélection
Chrístos Kourfalídis joue son premier match avec l'équipe de Grèce espoirs le 6 juin 2022, face à Chypre. Il entre en jeu lors de cette rencontre perdue par les siens sur le score de trois buts à zéro.